# Here, My Dear
Here, My Dear studijski je album američkog soul vokala Marvina Gayea, koji izlazi u prosincu 1981.g.
Materijal za album sniman je u Gayevom privatnom studiju 'Marvin's Room' (u periodu 1976. – 1977.), koji se nalazi u Hollywoodu, Kalifornija. Here, My Dear je vrlo osobni i kontroverzan album, na kojemu se nalaze autobiografske snimke o Gayevom nesretnom prvom braku s Annom Gordy. Album je u početku doživio komercijalni neuspjeh, dok su mu glazbeni tekstopisci davali prolaznu ocjenu. Međutim album u kasnijem periodu dobiva bolje kritike i priznanja, a pogotovo kada je nanovo objavljen na CD disku. 2003. godine časopis 'Rolling Stone magazine' stavlja ga na #462 svog popisa "500 najboljih albuma za sva vremena (500 greatest albums of all time).

## Popis pjesama
Sve pjesme napisao je Marvin Gaye, osim gdje je drugačije naznačeno.

### Strana prva
1. "Here, My Dear"  – 2:48
2. "I Met a Little Girl"  – 5:03
3. "When Did You Stop Loving Me, When Did I Stop Loving You"  – 6:17
4. "Anger" (Delta Ashby, Gaye) – 4:04

### Strana druga
1. "Is That Enough"  – 7:47
2. "Everybody Needs Love" (Ed Townsend, Gaye) – 5:48
3. "Time to Get It Together"  – 3:55

### Strana treća
1. "Sparrow" (Ed Townsend, Gaye) – 6:12
2. "Anna's Song"  – 5:56
3. "When Did You Stop Loving Me, When Did I Stop Loving You (Instrumental)"  – 6:03

### Strana četvrta
1. "A Funky Space Reincarnation"  – 8:18
2. "You Can Leave, But It's Going to Cost You"  – 5:32
3. "Falling in Love Again"  – 4:39
4. "When Did You Stop Loving Me, When Did I Stop Loving You (obnovljena verzija)"  – 0:47

## Top ljestvice

### Album
| Godina | Top ljestvica            | Pozicija |
| ------ | ------------------------ | -------- |
| 1979.  | Billboard 200 pop albumi | #26      |
| 1979.  | Top R&B/Hip-Hop albumi   | #4       |

### Singlovi
| Godina | Naziv                         | Top ljestvica           | Pozicija |
| ------ | ----------------------------- | ----------------------- | -------- |
| 1979.  | "A Funky Space Reincarnation" | Singlovi crnih izvođača | #23      |

## Izvođači
- Marvin Gaye - Vokal, Sintisajzer, Bubnjevi
- Charles Owen - Tenor saksofon
- Wally Ali - Gitara
- Gordon Banks - Gitara
- Frank Blair - Bas gitara
- Elmira Collins - Udaraljke
- Ernie Fields Jr. - Alt saksofon
- Fernando Harkness - Tenor saksofon
- Gary Jones - Udaraljke
- Nolan Andrew Smith - Truba
- Bugsy Wilcox - Bubnjevi
- David Ritz - Notiranje
- Michael Bryant - Ilustracija

## Vanjske poveznice
- Discogs.com - Marvin Gaye - Here, My Dear